# 罗氏

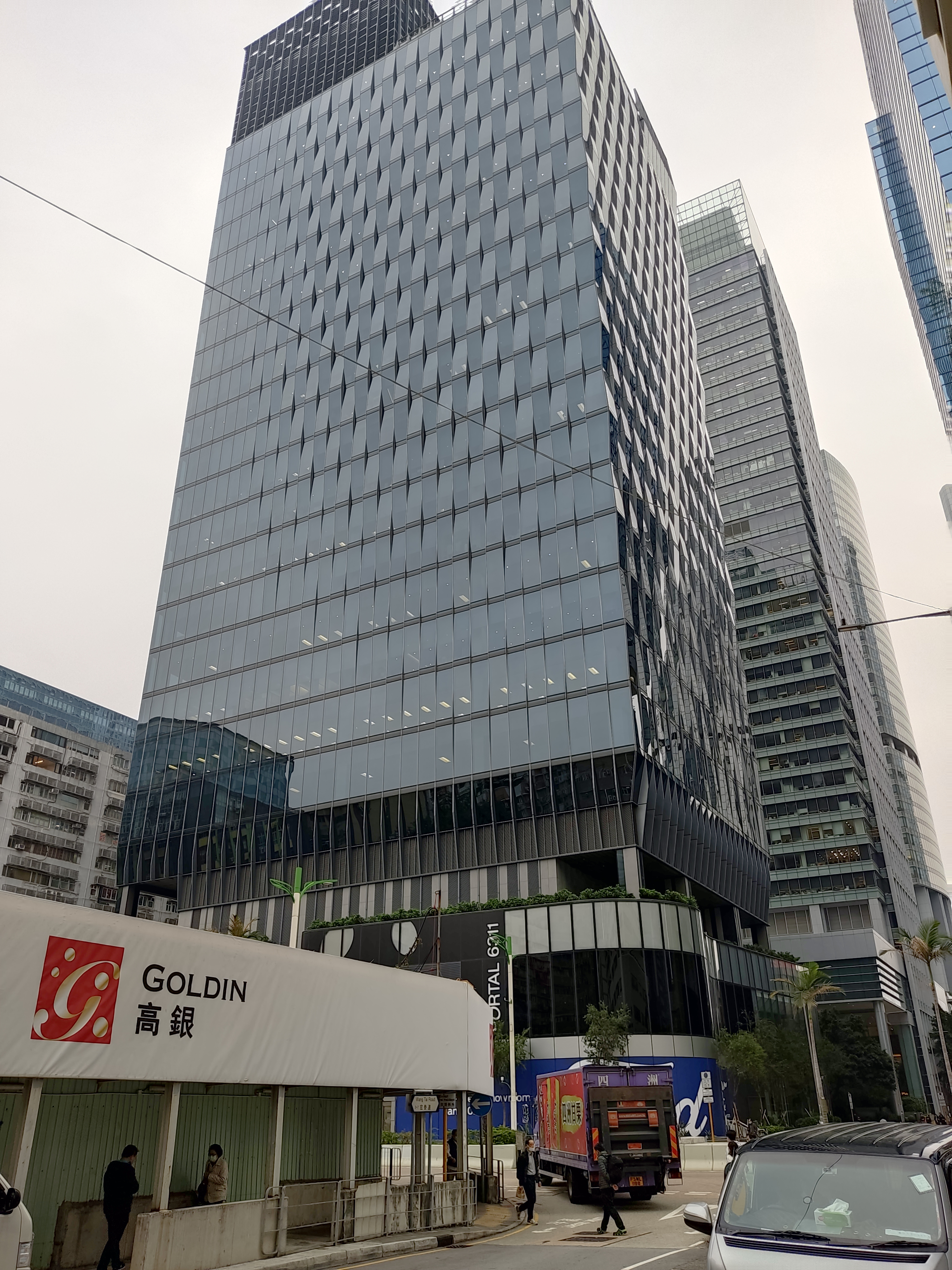
羅氏香港辦事處位於九龍灣周大福保險中心

罗氏（德語：F. Hoffmann-La Roche AG，简称Roche），总部位于瑞士巴塞尔的跨国医药研发生产商。它始创于1896年，现属于罗氏控股股份有限公司。

## 历史沿革

### 收购
羅氏於2009年3月26日以大約468億美元完成收購生物制藥商基因泰克公司44%的未持有股權，並完全擁有此公司。
截至2014年6月底，羅氏持有日本中外製藥61.62%的股份。
2014年8月25日羅氏大藥廠同意以約83億美元現金，收購美國生物科技公司InterMune，將取得用於治療特發性肺纖維化藥物吡非尼酮（pirfenidone）。
2017年12月22日羅氏以17億美元現金收購美國抗癌藥物生產商Ignyta。
2019年2月27日羅氏以每股114.5美元，斥資48億美元現金，收購美國生物科技公司Spark Therapeutics
2020年5月，Roche公司宣布已收購美國Stratos Genomics公司，交易金額未公開。
2020年9月，Roche公司以3.8億歐元的價格收購了總部位於愛爾蘭的Inflazome，從而獲得了其NLRP3炎性體抑製劑的控制權。
2021年3月，羅氏（Roche）宣布以18億美元的價格收購GenMark Diagnostics。

### 维生素类产品控制市场
1973年，罗氏全球产品经理里歐·伊森在巴塞尔与欧洲经济共同体对话，ECC提供了罗氏公司与竞争对手参与价格操纵和市场分配的证据，控告罗氏公司涉嫌违犯反托拉斯法。罗氏集团因此受到罚款处分，但是不幸的是ECC工作中的漏洞允许罗氏公司进行调查，最终发现亚当斯正是将公司推入不利境地的人。他因为提供未经授权的揭发资料（这一行为在瑞士是违法的）而被捕，被监禁起来。他的妻子听说他可能面临数十年的监禁而自杀。之后亚当斯很快被释放了，但是随后几次又被捕直到逃到英国，在他的一本书中他描述了这段经历。
1999年罗氏占领世界维生素市场40%份额。1990－1999年间，罗氏公司参与非法的维生素价格操纵协议，其他参与其中的公司还有BASF（德国）和Rhone-Poulenc SA。1999年，罗氏接受美国给予5亿美元罚款的处罚，这是美国历史上最大一笔罚金；同一事件，2001年欧洲委员会给予的罚金为4.62亿欧元，这也破了欧洲的罚金记录。
2002年年底罗氏卖出维生素生意给荷兰制药集团DSM。

### 禽流感解毒药物垄断
在最近的区域卫生部长会议上，菲律宾卫生部部长弗朗西丝科博士控告罗氏“垄断”生产和分配药品奥司他韦（Oseltavimir，商标达菲）。奥司他韦是公认的首选用于对抗鸟类流行性感冒，也就是众所周知的禽流感的抗病毒药。罗氏是唯一被授权生产此类药品的公司。
菲律宾卫生部长抱怨，即使现在禽流感疫情已经在南亚地区十分严重，大批鸟类和家禽因此死亡或者被捕杀，但现在提供的药品都集中在发达国家。Duque博士提议，即使罗氏拥有药品的唯一专利，也应当将此专利或者授权分发给其他制药公司，让南亚高发国家地区如印度尼西亚、柬埔寨和菲律宾有更多的机会抵抗禽流感。Duque博士和菲律宾总统阿罗约已经照见了世界卫生组织在菲律宾的代表，请求其呼吁国际社会给予更多的奥司他韦产品配额。
国际首脑，例如联合国秘书长科菲·安南表达了生产更普通的Tamiflu的愿望，特别是为那些买不起品牌药品的地贫穷第三世界国家。
2005年10月20日霍夫曼－罗氏公司决定授权其他公司生产用于禽流感的奥司他韦。

## 罗氏制药公司在中国大陸
罗氏公司最早于1926年在中国大陸设立子公司，后到抗日戰爭及國共內戰期间才撤出。1961年， 罗氏重返中国大陸。从1988年起，罗氏相继在北京、上海、广州设立了办事处，并开始计划在中国大陸国内建设大型医药生产基地。
1994年5月，罗氏与上海三维有限公司合资成立了上海罗氏制药有限公司，公司位于浦东张江高科技开发区。
上海罗氏制药有限公司，生产各种类型的抗生素、抗肿瘤药、抗病毒药和中枢神经系统药物，如罗氏芬®、罗荛素®、氟铁龙®、一平苏®、美多芭®、罗盖全®、罗内®、骁悉®、他菲®等。一些新药如赛尼可®、希罗达®、赫赛汀®等也正处于计划生产阶段。
除了药物方面的合资项目，罗氏的子公司奇华顿罗亚公司还与上海三维有限公司合资成立了上海奇华顿罗亚有限公司，生产适用于食品、香水、化妆品、洗涤剂等的香精产品。
1995年末，罗氏下属的维生素和精细化工部门与上海的企业合作，成立了两家合资公司。一是与上海三维制药有限公司合资成立了罗氏三维（上海）维生素有限公司，生产用于药品、食品和饲料的维生素E；二是与上海第六制药厂合资成立罗氏泰山（上海）维生素制品有限公司，生产用于药品、食品和饲料的维生素A。这两个工厂都选址上海星火开发区，维生素A项目于1997年6月完工，维生素E项目于1998年完工。随着1999年10月二期项目的建成，罗氏泰山成为了中国大陸最大的维生素A生产企业之一。
1996年末，罗氏又同上海新亚药业有限公司共同合资成立了以维生素B6生产为主业的罗氏新亚（上海）维生素有限公司，预计年产维生素B6 1000吨。
1997年罗氏进一步拓展在华投资，于该年12月16日同无锡中亚化学有限公司共同合资成立了罗氏中亚（无锡）柠檬酸有限公司，计划年产2万吨柠檬酸和柠檬酸钠，并进一步扩充柠檬酸至4万吨的年生产能力。
目前，罗氏在中国大陸的总投资额已近2亿美元。1999年，罗氏产品在中国大陸的销售额达2.5亿美元。为了适应这一快速发展的需要，罗氏于1995年12月成立了控股公司---- 罗氏（中国）有限公司，管理并协调罗氏公司在中国大陸现有合资企业的发展，并进一步加大对中国大陸的投资。
2019年10月21日，罗氏上海创新中心在上海张江高科罗氏园区落成。上海成为罗氏继巴塞尔和旧金山后的全球第三大战略中心。

## 产品
罗氏是全球领先的药物和诊断产品研发公司。截至2019年，罗氏的药物营收排名全球药企中的第一名，而公司市值和总营收排名处于全球第2位。目前为止，罗氏的各地研究室共获得三个诺贝尔奖。
罗氏过去的业务范围主要涉及药品、医疗诊断、维生素和精细化工、香精香料等四个领域。罗氏还在一些重要的医学领域如神经系统、病毒学、传染病学、肿瘤学、心血管疾病、炎症免疫、皮肤病学、新陈代谢紊乱及骨科疾病等领域从事开发、发展和产品销售。罗氏在瑞士的巴塞尔，美国的纽特立、帕洛阿尔托、南旧金山，英国的维尔维恩等地设有大型科研中心。其中，罗氏巴塞尔的医学免疫学研究中心和美国的基因研究中心是重要的实验机构。
由Fritz Hoffmann和La Roche（罗氏家族）共同创建于1896年的罗氏公司早期就以各种维生素和衍生物闻名于世。1957年它引入苯化重氮类镇静剂药物（例如常见的安定和Rohypnol等镇静剂）的分级机制。它生产的痤疮类药物注册商标如Accutane®和Roaccutane®是市场上治疗恶性痤疮的首选药物。它还生产几种HIV试验和抑制药物。1992年它购买了重要的聚合酶连锁反应技术专利。他也是几种抗癌药物的制造商。
罗氏制药有限公司是奥司他韦的专利持有人，目前他们生产的奥司他韦磷酸盐胶囊剂是市场上唯一的奥司他韦制剂。
进入21世纪以来，罗氏在抗肿瘤药市场上的份额有很大增长。由于它研发了赫赛汀（Herceptin）、美罗华（Mab Thera）和贝伐单抗（Avastin）为代表的单克隆抗体靶向肿瘤治疗药，在2000年－2005年间罗氏抗肿瘤药的销售额从16亿美元激增至83亿美元，并占据了全球抗肿瘤药市场的25%。